# Étoile de Bessèges 2008
Der 36. Étoile de Bessèges ist ein Rad-Etappenrennen, dass vom 6. bis 10. Februar 2008 stattfand. Es wurde in fünf Etappen über eine Distanz von 737 Kilometern ausgetragen und ist Teil der UCI Europe Tour 2008, wo es in die Kategorie 2.1 eingestuft ist.

## Etappen
| Etappe    | Tag         | Start – Ziel                          | km  | Etappensieger   | Führender     |
| --------- | ----------- | ------------------------------------- | --- | --------------- | ------------- |
| 1. Etappe | 6. Februar  | Le Grau-du-Roi – Le Grau-du-Roi       | 154 | Jan Kuyckx      | Jan Kuyckx    |
| 2. Etappe | 7. Februar  | Nîmes – Saint-Ambroix                 | 149 | Stefan van Dijk | Jan Kuyckx    |
| 3. Etappe | 8. Februar  | La Grand-Combe – Les Salles-du-Gardon | 138 | Juri Trofimow   | Juri Trofimow |
| 4. Etappe | 9. Februar  | Les Fumades – Les Fumades             | 151 | Angelo Furlan   | Juri Trofimow |
| 5. Etappe | 10. Februar | Gagnières – Bessèges                  | 145 | Borut Božič     | Juri Trofimow |